# Smehallen

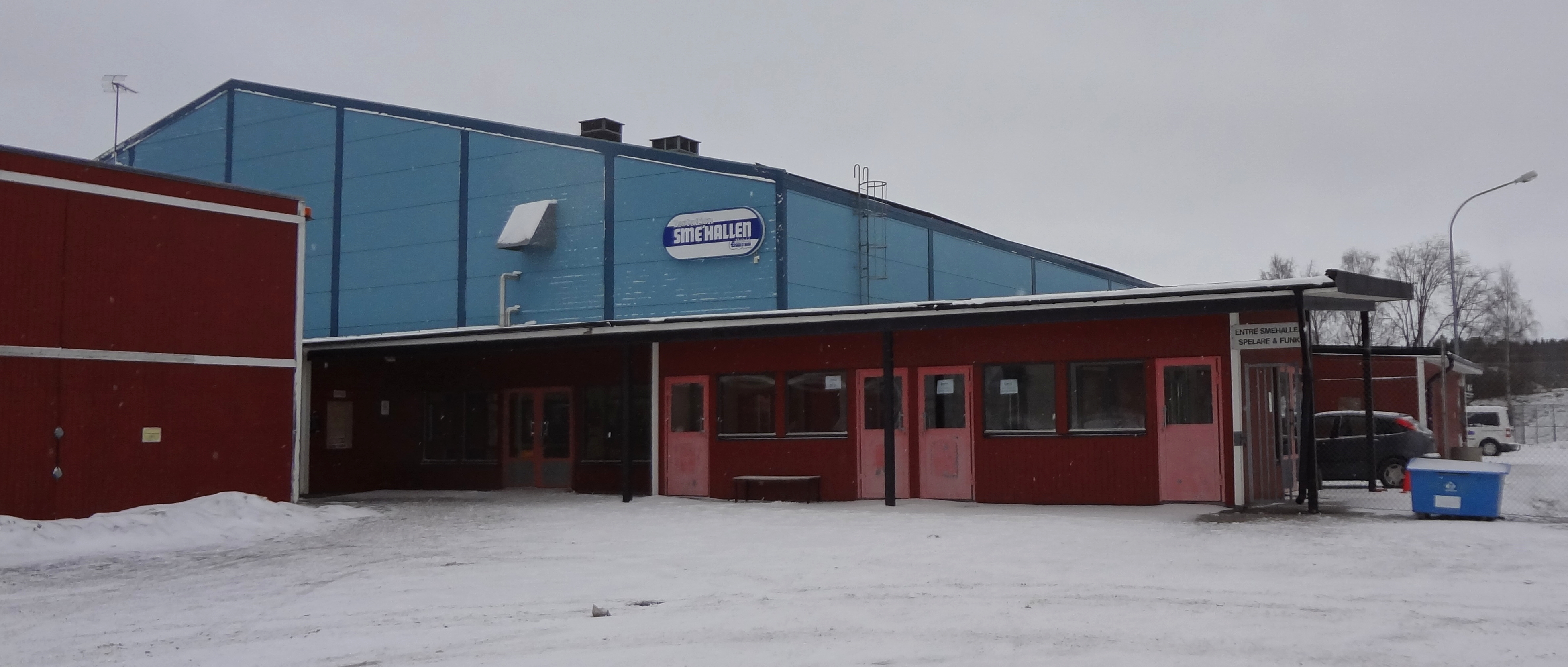
Entré till Sméhallen.

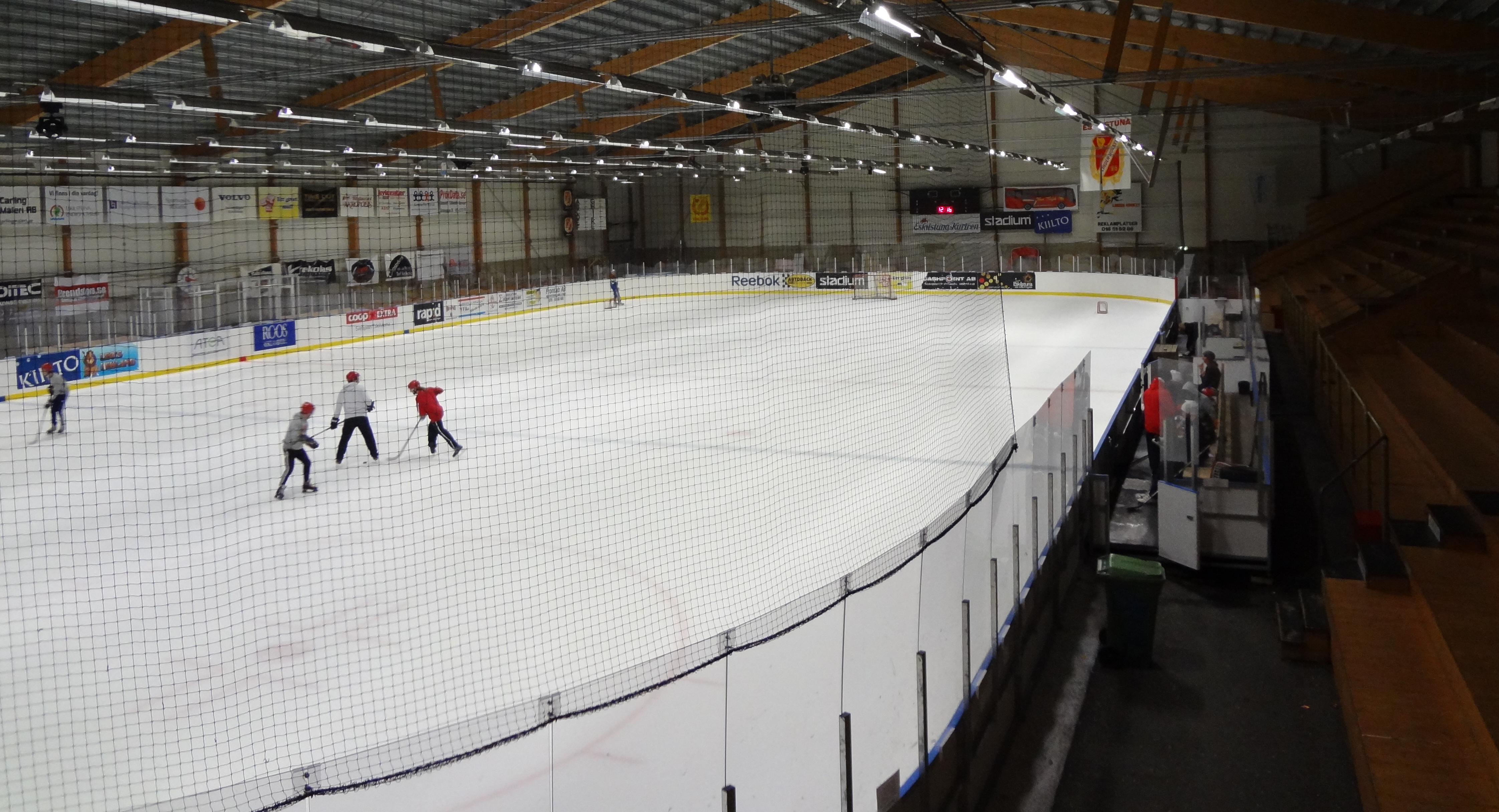
Sméhallen inomhus.

Smehallen, även Sméhallen, är en ishall i Eskilstuna i Södermanlands län belägen vid Eskilstuna Isstadion Hallen är hemmaaren för Eskilstuna Linden Hockey, Eskilstuna HC samt Eskilstuna IK och har en publikkapacitet på 1 826 åskådare.
Bredvid Smehallen ligger en till nybyggd ishall som invigdes den 27 augusti 2014. I den "Nya Ishallen" tränar Linden Hockeys ungdomslag och kälkhockeylag, Eskilstuna IK konståkning har också sina träningar där, även Eskilstuna BS tränar där på försäsongen innan de senare flyttar ut till Eskilstuna Isstadion. Den "Nya Ishallen" byggdes även i syfte att få fler och bättre träningstider till ungdomslagen.